# Vietnã nos Jogos Olímpicos de Verão de 1964
O Vietnã do Sul competiu como Vietnã nos Jogos Olímpicos de Verão de 1964 em Tóquio, Japão.

## Resultados por evento

### Ciclismo
Estrada Individual Masculino
- Khoi Nguyen — não terminou (→ sem classificação)
- Ngan Nguyen — não terminou (→ sem classificação)
- Sau Pham Van — não terminou (→ sem classificação)
- Nen Tran Van — não terminou (→ sem classificação)

### Natação
- Le Dinh Nguyen — participante (→ sem classificação)